# Greta lyrina
Greta lyrina är en fjärilsart som beskrevs av Otto Staudinger 1903. Greta lyrina ingår i släktet Greta och familjen praktfjärilar. Inga underarter finns listade i Catalogue of Life.